# 星山隆
星山 隆（ほしやま たかし、1957年〈昭和32年〉12月1日 - ）は、神奈川県出身の日本の外交官。
在重慶総領事、地球環境戦略研究機関統括研究ディレクター、立命館アジア太平洋大学教授などを経て、2020年10月から2022年10月まで駐ボツワナ大使を務めた。2022年10月依願免職。

## 略歴
- 1991年3月　慶應義塾大学商学部卒業
- 1982年4月　外務省入省
- 1998年1月　経済局国際機関第二課企画官 兼 大臣官房文化交流部文化第二課
- 1998年2月　総合外交政策局国際社会協力部地球規模問題課企画官 兼 総合外交政策局国際社会協力部国連行政課
- 1999年4月　大臣官房総務課企画官 兼 欧亜局ロシア課ロシア交流室長（2001年1月まで）
- 2000年1月　欧亜局ロシア課企画官
- 2001年1月　欧州局ロシア課企画官 兼 欧州局ロシア課ロシア交流室長
- 2001年3月　在フィリピン日本国大使館 参事官
- 2003年8月　大臣官房文化交流部政策課長
- 2004年8月　大臣官房情報通信課長
- 2005年8月　財団法人世界平和研究所主任研究員
- 2006年10月　大臣官房広報文化交流部総合計画課長
- 2006年12月　財団法人世界平和研究所主任研究員
- 2008年7月　在マレーシア日本国大使館 公使
- 2010年7月　在イタリア日本国大使館 公使
- 2013年1月　独立行政法人宇宙航空研究開発機構国際部参事
- 2015年8月　外務省在重慶日本国総領事館 総領事
- 2017年9月　公益財団法人地球環境戦略研究機関統括研究ディレクター
- 2019年10月　立命館アジア太平洋大学教授
- 2020年10月　ボツワナ国駐箚 特命全権大使
- 2022年10月　依願免職

## 同期
- 秋葉剛男（21年国家安全保障局長・18年外務事務次官）
- 伊藤伸彰（16年ウズベキスタン大使）
- 岡浩（21年エジプト大使・19年マレーシア大使・16-17年トルコ大使）
- 斎木尚子（17年外務省研修所長・15年国際法局長）
- 嶋崎郁（20年ヨルダン大使・17年チェコ大使）
- 能化正樹（21年駐スウェーデン大使・18年駐エジプト大使）
- 髙岡望（21年カメルーン大使）
- 髙瀨寧（21年ラトビア大使・17年メキシコ大使・14年中南米局長）
- 林肇（20年英国大使・19年内閣官房副長官補・17年ベルギー大使）
- 引原毅（19年ウィーン代表部大使・15年ラオス大使）
- 藤村和広（22年フィンランド大使・18年キューバ大使）
- 柳秀直（20年ドイツ大使・17年ヨルダン大使）
- 新井辰夫（18年セネガル大使・15年ジブチ大使）
- 岩藤俊幸（17年ジンバブエ大使）
- 倉光秀彰（21年モロッコ大使・18年コートジボワール大使）
- 中山泰則（20年ギリシャ大使）
- 平木塲弘人（18年外務省研修所副所長）
- 山田淳（2021年カザフスタン大使・2018年アルメニア大使）
- 山本条太（21年オマーン大使・19年関西担当大使・16年フィンランド大使）
- 松田邦紀（2021年ウクライナ大使・2018年パキスタン大使）